# Ulinzi Starlets Football Club
 (février 2025).
Les Ulinzi Starlets sont une équipe féminine de football kényane. C'est la section féminine des Ulinzi Stars, le club de football de l'armée kényane.

## Histoire
En 2020, les Ulinzi Starlets terminent leur saison invaincues en deuxième division et sont promues en KWPL. Lors de leur première saison dans l'élite, elles atteignent les play-offs et sont éliminée aux tirs au but par les Nakuru City Queens.
Les Ulinzi Starlets décrochent leur premier titre en 2021 en remportant la coupe du Kenya face aux Vihiga Queens, tout juste championnes du CECAFA (2-1). Elles remportent la supercoupe aux tirs au but face aux Thika Queens (1-1, 10-9). Elles défendent leur titre en 2023 et dominent Nakuru 3-1 en finale pour réaliser le doublé. Les Soldates battent ensuite Vihiga 2-0 en supercoupe.
En 2024, Ulinzi soulève son troisième trophée en coupe du Kenya en trois éditions, après avoir battu Kibera 2-1 en finale.

## Palmarès
Championnat du Kenya (0) :
- Deuxième en 2022

Coupe du Kenya (3) :
- Vainqueur en 2021, 2023, 2024

Supercoupe du Kenya (2) :
- Vainqueur en 2021, 2023